# Manuel Fuentebella
Manuel T. Fuentebella (Sagñay, 11 oktober 1889 - 26 februari 1955) was een Filipijns politicus en dichter. Fuentebella was van 1925 tot 1931 lid van het Filipijns Huis van Afgevaardigden namens het 2e kiesdistrict van Camarines Sur. 

## Biografie
Manuel Fuentebella werd geboren op 11 oktober 1889 in Sagñay in de Filipijnse provincie Camarines Sur. Hij was de tweede zoon uit een gezin van vijf kinderen van Mariano Fuentebella en Perpetua Tria. Na de dood van zijn moeder hertrouwde Mariano Fuentebella met Marta Abad met wie hij nog drie kinderen kreeg. Manuel Fuentebella studeerde medicijnen en was werkzaam als arts. Daarnaast was hij ook actief als dichter. Met name zijn werk An Pana (The Arrow) werd bekend.
In 1925 werd Fuentebella namens het 2e kiesdistrict van de provincie Camarines Sur gekozen in het Filipijns Huis van Afgevaardigden. Drie jaar later werd hij herkozen voor een tweede termijn van drie jaar. Na afloop van zijn tweede termijn in december 1931 werd hij opgevolgd door Severo Cea.
Fuentebella overleed in 1955 op 65-jarige leeftijd. Zijn broer Jose Fuentebella en halfbroer Felix Fuentebella waren ook politicus. Het Dr. Manuel Fuentebella Memorial Hospital in zijn geboorteplaats Sagñay is naar hem vernoemd.